# Garcz
Garcz/Gôrcz is een plaats in het Poolse district  Kartuski, woiwodschap Pommeren. De plaats maakt deel uit van de gemeente Chmielno en telt 801 inwoners.